# 赤崎兼義
赤崎 兼義（あかざき かねよし、1903年3月8日-1989年10月12日）は、日本の医学者。病理学が専門。医学博士、ドイツ名誉医学博士。東北大学名誉教授。愛知県がんセンター研究所名誉所長。

## 人物
宮崎県西諸県郡加久藤村（現・えびの市）にて生誕。鹿児島県立第二鹿児島中学校 (旧制)を経て、1923年3月に第七高等学校造士館 (旧制)理科乙類を卒業。1927年3月東京帝国大学医学部医学科を卒業し、9月20日より同医学部病理学教室嘱託。1931年4月同大学院入学特選給費生に選定され、1934年9月に医学博士の学位を取得し大学院退学。同年10月13日に新潟医科大学 (旧制)助教授となる。1935年1月29日より2年間ドイツに病理学研究の留学をし、1937年3月26日に帰国。同年4月、新潟医科大学教授となる。同大学付属図書館長も歴任。戦後学制改革により所属する新潟医科大学が新潟大学医学部に移行し、引き続き教授を務める。1954年7月に東北大学医学部教授に転任。1957年6月17日から7月21日の約1ヶ月間、オーストリア、西ドイツ、イギリス、ベルギーへ遊学出張し、6月24日にフライブルク大学よりドイツの名誉医学博士号を授与される。1961年2月12日から4年間、東北大学評議員を併任。1965年3月、東北大学教授を退官して名誉教授となる。退官後は愛知県がんセンター研究所初代所長を務め、1979年に退職して名誉所長となる。
1968年に中日文化賞、1973年に勲三等旭日中綬章を授与される。

## 専門と学会活動
病理学の中でも専門は造血臓器の病理組織学で、特にリンパ網内系腫瘍研究の世界的権威だった。
日本網内系学会（現・日本リンパ網内系学会）の創設発起人となり初代会長を務める。また、日本病理学会第53回会長を務めた。

## 編著書
- 『臨床家のための剖検例討議集』編著. 中外医学社, 1957
- 『病理学総論』南山堂, 1960
- 『病理学各論』第1-2 編. 南山堂, 1964
- 『毒性病理学 病変観察の基礎 カラーアトラス』榎本真共編. ソフトサイエンス社, 1987.2